# The Giant Claw
Pour plus de détails, voir Fiche technique et Distribution.
The Giant Claw est un film de science-fiction américain réalisé par Fred F. Sears, sorti en 1957.

## Synopsis
Lors d'une mission aérienne de calibrage de radars, un ingénieur en électronique aperçoit un objet volant non identifié dont aucun radar n'a pu détecter la présence. Ne le prenant d'abord pas au sérieux, les militaires reçoivent cependant d'autres témoignages similaires, et des avions commencent à disparaître mystérieusement. 
Ils réalisent rapidement qu'une créature géante, semblable à un volatile, parcourt les airs en semant la destruction, tout en étant apparemment invulnérable aux armes et aux missiles des humains.

## Fiche technique
- Titre : The Giant Claw
- Réalisation : Fred F. Sears
- Scénario : Paul Gangelin et Samuel Newman
- Production : Sam Katzman pour Clover Productions
- Musique : Mischa Bakaleinikoff et Jacques Belasco
- Photographie : Benjamin H. Kline
- Montage : Anthony DiMarco et Saul A. Goodkind
- Société de distribution : Columbia Pictures
- Langue : anglais
- Format : 1,85:1 - noir et blanc
- Date de sortie : juin 1957

## Distribution

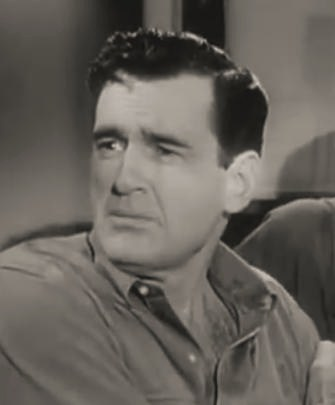
Jeff Morrow.

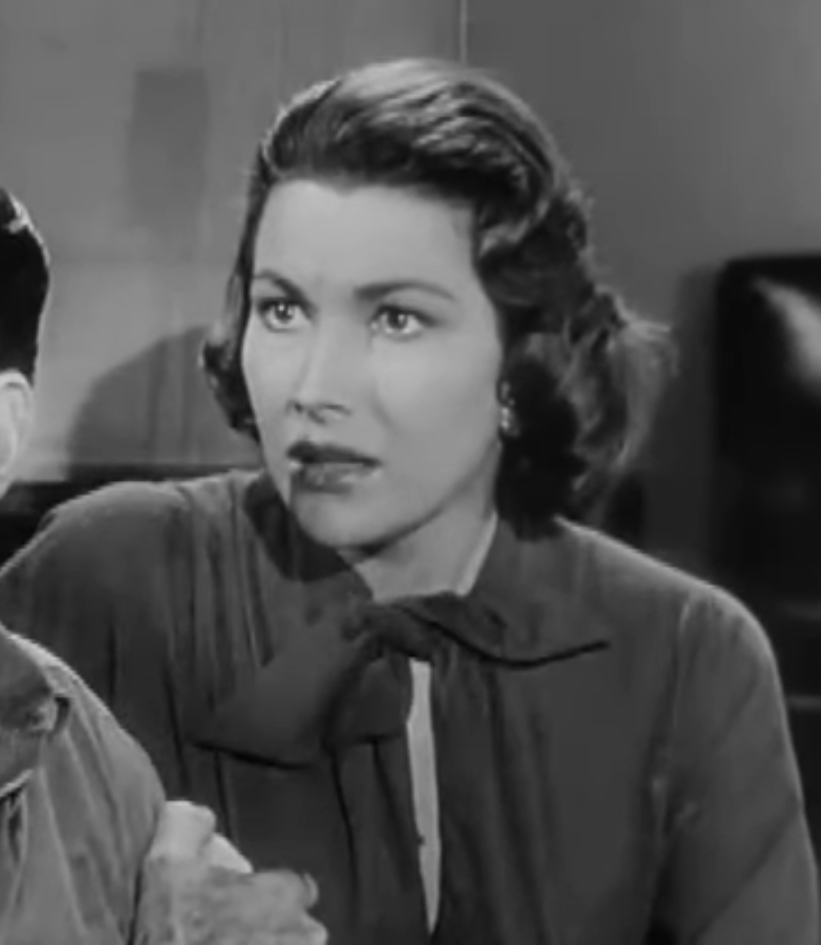
Mara Corday.

- Jeff Morrow : Mitchell MacAfee, dit Mitch
- Mara Corday : Sally Caldwell
- Morris Ankrum : Lieutenant général Edward Considine
- Louis Merrill : Pierre Broussard, le Canadien effrayé par La Carcagne
- Edgar Barrier : Dr Karol Noymann, le scientifique expliquant l'antimatière
- Robert Shayne : Général Van Buskirk
- Frank Griffin : Pete, le pilote
- Clark Howat : Major Bergen
- Morgan Jones : L'officier radar
- Fred F. Sears : Le narrateur (voix)

## Production
Parmi la longue série de films de science-fiction américains produits durant les années 1950, The Giant Claw est un film de facture classique malgré des effets spéciaux peu élaborés en raison d'un budget limité. Certains ont d'ailleurs été repris directement du film Les soucoupes volantes attaquent du même réalisateur, sorti l'année précédente. Ici cependant, pas de soucoupes volantes, mais une créature étrange, venue du fin fond de l'espace, et protégée par un bouclier d'antimatière qui semble la rendre invulnérable jusqu'à ce que les scientifiques parviennent à construire une arme capable de le percer.
Jusqu'alors, les monstres géants mis en scène dans les films américains étaient plutôt des mutants exposés à des radiations (Le Monstre des temps perdus, Le monstre vient de la mer). Mais l'idée d'une créature extraterrestre gigantesque sévissant sur notre planète n'était pas nouvelle : la même année, le film À des millions de kilomètres de la Terre (aux effets spéciaux conçus par le célèbre animateur Ray Harryhausen) met déjà en scène une créature rapportée de Vénus par des colons humains dont le vaisseau s'écrase au large de la Sicile près d'un village de pêcheurs où un enfant récupère le cocon qui se met à grandir de façon démesurée et finit par attaquer la ville de Rome.
La créature représentée sur l'affiche originale du film est un aigle géant sans ressemblance avec la créature du film. La raison en est simple : le producteur Sam Katzman, qui voulait initialement confier les effets spéciaux à Ray Harryhausen, dut renoncer en raison du budget trop limité et confia la réalisation de la créature à une petite société d'effets spéciaux mexicaine pour un résultat finalement peu convaincant. Il décida donc de ne pas révéler l'apparence du monstre aux artistes chargés de dessiner l'affiche, mais également à tous les acteurs. Lors de la première du film, Jeff Morrow préféra d'ailleurs quitter la salle discrètement avant la fin de la projection de peur que le public, qui riait lors de chaque apparition de la « créature », ne le reconnaisse.
L'acteur affirmera dans une interview[Lequel ?] : « Nous avons tourné le film sans même savoir à quoi ressemblerait ce monstre censé être si terrifiant. Les producteurs nous avaient assuré que les effets spéciaux seraient de première qualité. Le réalisateur - Fred Sears - nous disait : « OK vous apercevez l'oiseau là-haut, et vous êtes terrifiés. Utilisez votre imagination. » Mais la première fois que nous avons pu le voir, c'était la nuit de la première du film. Le public n'arrêtait pas de rigoler. Nous étions là, à l'écran, comme des idiots, faisant semblant d'être effrayés par cet oiseau ridicule. On s'est sentis trahis, c'est sûr, mais ils nous ont expliqué ensuite qu'ils étaient à court d'argent. Ils ne pouvaient pas s'offrir mieux que cette marionnette stupide. Mais elle était vraiment ratée. Je ne me suis jamais senti aussi embarrassé de toute ma vie. ».
Le monstre est supposément protégé par un bouclier d'antimatière qui lui permet d'être invincible face aux armes humaines, celles-ci explosant avant même de pouvoir le toucher. Il serait d'ailleurs lui-même originaire d'une galaxie faite d'antimatière, bien qu'étant lui-même fait de matière (un paradoxe). Tout cela n'a bien sûr guère de sens, d'autant que le bouclier ne semble pas interagir avec l'atmosphère terrestre. Un personnage du film, le Dr Karol Noymann, vient d'ailleurs appuyer ces hypothèses fantaisistes. Le héros, Mitch, pousse encore plus loin en présentant des clichés d'une chambre à bulles et en affirmant que le bouclier pourrait être percé grâce à un faisceau de mésons µ, des particules élémentaires à la durée de vie extrêmement faible.
Contrairement à la plupart de ses prédécesseurs, The Giant Claw offre une héroïne particulièrement engagée dans le combat contre le monstre. Ainsi, elle n'hésite pas à tirer elle-même sur un œuf que couve l'oiseau, déclenchant la colère de ce dernier, et participe au combat aérien final pour percer son bouclier d'antimatière.
Le réalisateur Fred F. Sears décède la même année, le 30 novembre 1957 à l'âge de 44 ans. Particulièrement prolifique, ses cinq derniers films sortiront à titre posthume en 1958.
The Giant Claw est finalement un film typique de son époque, avec tout ce que cela comporte de défauts : outre le monstre peu crédible, on remarque[Qui ?] d'innombrables stock-shots (fournis par l'armée, ou repris d'autres films), des erreurs de raccord, l'accent français à couper au couteau de Pierre (pourtant censé être québécois), et bien sûr d'innombrables incohérences scientifiques.

## Les acteurs
Jeff Morrow interpréta auparavant les rôles principaux d'Exeter dans Les Survivants de l'infini (1955) et du Dr William Barton dans La créature est parmi nous (1956).
Mara Corday avait déjà été vue dans Tarantula ! (1955) et Le Scorpion noir (1957). Ex-mannequin, elle fut playmate du mois dans le numéro d'octobre 1958 de Playboy.
Morris Ankrum a interprété à maintes reprises des militaires haut gradés dans les films de science-fiction de l'époque : un colonel  dans Les Envahisseurs de la planète rouge (1953), un général dans Les soucoupes volantes attaquent (1956), un général encore dans Beginning of the End (1957).